# Orbisana Healthcare
Die Orbisana Healthcare GmbH (ehemals Servona GmbH) ist ein Hersteller von Medizinprodukten und medizinisch-technischen Hilfsmitteln sowie ein Homecare-Unternehmen mit Sitz in Troisdorf. In Deutschland betreibt das Unternehmen 14 Sanitätshäuser. Mehrheitsgesellschafter ist seit 1999 die Droege Group. Ein Insolvenzverfahren über das Vermögen der Schuldnerin wurde wegen Zahlungsunfähigkeit und Überschuldung am 1. Oktober 2024 um 09.00 Uhr eröffnet.
Bekannt wurde das 1949 als Dr. Kuhn & Co. gegründete Unternehmen vor allem für seine unter der Markenbezeichnung „Servox“ entwickelten Sprechhilfen. Dabei handelt es sich um Geräte, die Patienten nach Verlust der natürlichen Stimme wegen einer Operation am Kehlkopf oder der Luftröhre, mit einer elektrischen Unterstützung wieder das Sprechen ermöglichen.

## Geschichte

### Dr. Kuhn & Co GmbH (1949 bis 1990)
Das Unternehmen wurde vom Chemiker Alfred Kuhn im Jahr 1949 mit Firmennamen Dr. Kuhn & Co. GmbH als Hersteller sowohl chemisch-pharmazeutischer als auch medizinisch-technischer Produkte gegründet. Bis 1958 entwickelte das Unternehmen seine erste elektronische Sprechhilfe. Ab 1961 zählte das Unternehmen zur 1951 in Radebeul neu gegründeten Madaus.
Im Jahr 1962 wurde die „SERVOX-Sprechhilfe“ am Markt eingeführt. Der medizinische Fortschritt hin zum künstlichen Kehlkopf bis 1982 eröffnete den Weg zur Verbesserung der Sprechhilfen in den 1980er Jahren. Mit der technischen Weiterentwicklung bei Dr. Kuhn & Co. unter Entwickler Peter Griebel, konnte das Unternehmen seinen schon länger gehaltenen Patenten noch ein wesentliches weiteres hinzufügen.
1988 erfolgte die Übernahme der Hassheider Medizintechnik aus Köln. Klaus Hassheider hielt seit Mitte der 1970er Jahre im Bereich Sprechhilfe ebenfalls ein Patent. Sein Unternehmen hatte sich nach der Gründung im Jahr 1974 zum Anbieter von Stimmverstärkern, aber auch von Technik für die medizinische Versorgung von Patienten bei einer Tracheotomie oder Laryngektomie entwickelt, die in der Folgezeit die Produktpalette von Dr. Kuhn & Co. erweiterte.

### Firmen- und Eigentümerwechsel (1990 bis 2008)
1990 verschmolzen die beiden Unternehmen zur SMT Servox Medizintechnik GmbH. Der Sitz des Unternehmens war Köln. Im Jahr 2000 folgte die Umwandlung zur Aktiengesellschaft SERVOX AG. An deren Muttergesellschaft Madaus hatte der Unternehmensberater Walter Droege nach und nach die Mehrheit erworben. Im Jahr 2007 entschied er sich, seine Anteile an die italienische Rottapharm zu verkaufen. Die SERVOX AG hatte er jedoch zuvor von Madaus gelöst. Sie blieb Teil seiner eigenen Firmengruppe. Ende des Jahres 2007 änderte sich die Rechtsform der SERVOX von einer Aktiengesellschaft wieder in eine GmbH.

### Servona GmbH (ab 2008)
Im September 2008 änderte das Unternehmen seinen Namen in Servona GmbH. Die Eigentümerin Droege erwarb im Jahr 2012 die Sanitätshaus-Gruppe Zieger aus Dortmund mit Schwerpunkt in der Orthopädie-Versorgung und gliederte sie in Servona ein.
Im Jahr 2014 wurde die Hoffrichter GmbH übernommen. Die Vereinbarung sah den Erhalt des 1992 von Helmut Hoffrichter gegründeten Unternehmens und eine leitende Funktion für Jens Hoffrichter vor, den ehemaligen Miteigentümer und Sohn des Gründers. Der am Standort Schwerin des Technologie- und Gewerbezentrum Schwerin/Wismar ansässige Hersteller von Beatmungstechnik war seit 2011 in wirtschaftlichen Schwierigkeiten. Nach Auszeichnung des Gründers als Unternehmer des Jahres 2010 und Wachstum bis auf 130 Mitarbeiter, war der Umsatz 2011 eingebrochen. Das Geschäftsjahr 2012 wurde mit 5,3 Mio. Euro Umsatz und einem Verlust von 642.000 Euro abgeschlossen. Auch im Verbund der Droege Group gelang es bei Hoffrichter in der Folgezeit nicht, die Auslastung in der Produktion nachhaltig zu verbessern, weshalb Ende Januar 2017 weiterer Personalabbau angekündigt werden musste.
Im Juni 2014 erfolgte die Übernahme der Nicolai-Vital-Resort GmbH, die im Gesundheitswesen auf die Versorgungsbereiche Orthopädie- und Rehatechnik sowie Home Care spezialisiert ist. Im Jahr 2016 wurden die Niederlassungen Servona sp. z o.o. in Polen und Servona B.V. in den Niederlanden eröffnet. Zwei weitere Standorte unterhält das Unternehmen in China durch die Servona Medtech Trading (Shanghai) Co., Ltd. und die Suzhou Atmotech Co.,Ltd.

### Orbisana Healthcare GmbH (ab 2022)
2022 erhielt das Unternehmen seinen heutigen Firmennamen Orbisana Healthcare GmbH.

## Geschäftsfelder

### Homecare
Versorgung und Überleitung von Intensivpatienten im häuslichen Umfeld in den Bereichen Atemgymnastik und Beatmung, Tracheotomie und Laryngektomie, enterale und parenterale Ernährung, Inkontinenzversorgung, Wundversorgung, Stomaversorgung, sowie Reha- und Orthopädietechnik.

### Medizintechnik
Verschiedene Geräte, Hilfsmittel und Verbrauchsartikel, darunter die weiterhin unter dem 1962 eingeführten Markennamen „SERVOX“ hergestellten Sprechhilfen. Bei HOFFRICHTER – Servona Respiratory Care produzierte Geräte zur Beatmung unter den Marken „CARAT“, „TREND“ und seit Sommer 2017 auch „LAVI“.